# دوري كرة القدم النرويجي الدرجة الأولى 1989
دوري كرة القدم النرويجي الدرجة الأولى 1989 (بالنرويجية: 2. divisjon fotball for menn 1989) هو الموسم 41 من الدوري النرويجي الدرجة الأولى. أشرف على تنظيمه اتحاد النرويج لكرة القدم، وكان عدد الأندية المشاركة فيه 24، وفاز فيه Fyllingen Fotball ‏.